# 陳名夏
陳名夏（1605年—1654年），字百史、伯史，號石雲居士，江南溧陽縣（今属江苏常州溧阳市）人，明末清初政治人物。明崇禎癸未科探花，東林黨人，官翰林院編修兼都給事中。李自成破京師，授職弘文院編修。隨即降清，官至秘書院大學士。順治中捲入南北黨爭，得罪寧完我，以反對薙髮令之名處絞。《清史稿》有傳。

## 生平

### 鼎甲入仕
陳名夏為復社名士。崇禎六年（1633年）舉癸酉科應天府鄉試，崇禎十六年（1643年）高中癸未科會試第一名，一甲第三名進士（探花），授翰林院編修。官至翰林院修撰兼戶兵二科都給事中。

### 歸附大順
北京城破前十天，陈名夏建议召集山东义勇救援京师。京城陷落之日，上吊自杀未果。王姓山西秀才力薦名夏加入大顺政权，入弘文院（翰林院）。福王時，因降李自成定入從賊案。

### 剃髮降清
滿清入關後，經保定巡撫王文奎推薦歸降，復原官。順治二年（1645年），超擢吏部侍郎。曾拜謁睿親王多爾袞勸進，被多爾袞拒絕，旋即破格升任吏部侍郎，兼翰林院侍讀學士。
順治五年（1648年），初設六部漢尚書，陳名夏受職吏部尚書，加太子太保。順治八年（1651年），授弘文院大學士，進少保，兼太子太保。

### 遭劾去官
陳名夏在吏部任職期間，吏部滿尚書譚泰通過阿諛多爾袞而專權，陳名夏亦攀附之。多爾袞死後，御史张煊於順治八年（1651年）五月，弹劾名夏結黨營私、銓選不公，陈之遴奏劾他“谄事睿亲王（多尔衮）”。谭泰竭力为名夏开脱，張煊反被處決。同年秋，譚泰獲罪被殺。順治九年（1652年）春，順治帝令济尔哈朗、硕塞连同内院、刑部大臣，按張煊所劾，複核名夏罪狀。名夏力辨，但屢被詰問，理屈詞窮，便哭訴自己「投誠有功，冀貸死」。順治帝將其撤職，但仍給俸祿，發往正黃旗與閒散官員隨朝，諭令改過自新。

### 復職黨爭
順治十年（1653年），復授秘書院大學士。吏部尚書職務空缺，侍郎孫承澤建議名夏兼攝，順治帝斥責上承澤以侍郎薦舉大學士不合體制。次日，仍命名夏署吏部尚書。
順治十一年（1654年） ，明朝降将、因擅杀家人被革职的前西安镇总兵任珍居家无聊，大发怨言，被家仆告发。清廷刑部逮捕后，审讯“为实”，论罪斩首抄家。案件復議時，陈名夏、陈之遴、金之俊等人认为处死任珍没有实据，但又不敢直言他无罪，就主张“勒令自尽”，想给任珍留个全尸。顺治帝怒斥陈名夏等人的疏议是敷衍欺蒙，免死，鐫秩罰俸，任事如故。

### 獲罪身死
寧完我对陈名夏一直心怀妒忌。他与前明阉党冯铨等人联手，不停在顺治帝面前攻击陈名夏。冯铨就对顺治帝讲：“南人优于文而行不符，北人短于文而行可嘉。”此后，顺治帝对陈名夏疑虑加重。而陈名夏选人荐官时多用“南人”，双方结下的仇怨步步加深。
一日，陈名夏与宁完我二人在朝中议事，言及当时南明永历政权在广西、四川、湖南等地攻势大盛、清军节节败退的时局，陈名夏说：“如要天下太平，只依我两件事就可——一是留起头发，二是恢复明朝衣冠，天下就可太平！”对陈名夏的这种言语，宁完我添油加醋对顺治帝说：“陈名夏居心叵测，痛恨我大清剃发之举，鄙陋我大清衣冠，蛊惑人心，号召南党，私通东林，实是布局行私，藏祸倡乱！他之所倡留发变服，实是变清为明，弱化我大清！”
为了加深顺治帝的恶感，宁完我列举了陈名夏种种“罪行”，包括陈氏父子在江南私占公产，横行不法，甚至敢“鞭打满洲”，让满人“破面流血”，等等。最终，宁完我给陈名夏的案子定性：“怀奸结党，阴谋潜移，祸关宗社”。
顺治帝立命三院、九卿会审。次日三月初二中午，順治帝亲自讯问，侍臣当众宣读寧完我的劾奏，不等侍臣读畢，名夏极力辩白。帝大怒：“即使要辩解，为何不等宣读完毕？”命陳名夏跪着与寧完我对质。三月初三刑科右给事中刘余谟、御史陈秉彝替名夏緩頰，雙方爭執不下。劉餘謨喋喋不休，帝為之大怒，下令將其革職，審訊繼續進行。陈名夏对别的指斥概不承认，只承认自己讲过“留发复衣冠”。经大臣会审推定，至十一日陈名夏被转押吏部，吏部主張陈名夏論斬。十二日，顺治帝特旨开恩，改为绞刑。臨死前向门客柳生说：“我色竟不动也。”顺治得知其伏法後，“悯恻为之堕泪”。
陳名夏之子陳掖臣隨後被逮捕治罪，杖責遣戍東北。

## 身後
陳名夏死後，是年冬天順治帝游南海子时，曾向冯铨稱美陳名夏，说：“陳名夏多读书，问古今事了了。即所未见书能举其名。”冯铨則回答：“陳名夏于举业似所长。余亦易见。”谈迁说他“性锐”，然“肮脏”，好为名高。著有《石雲居士文集》十五卷。
陳名夏先前好友阎尔梅是反清遗老，听闻陳名夏之死，给作为“贰臣”的旧友写了一首悼亡诗《闻百史信哭之》：
邸报飞来万事空，春天栗栗起霜风。韩非不料秦难说，崔浩曾于魏有功。谁与招魂归濑上，我方囚首在山东。交情史笔难相掩，遗恨河梁录别中。

## 家族
曾祖陳治功。祖父陳奇績。父陳允清。